# Blue Creek (Toledo District)

Ortsschild von Blue Creek

Blue Creek ist ein Flussabschnitt des Rio Blanco im Toledo District von Belize. Aufgrund der Schönheit des Ortes änderten die Einwohner den Namen des Flusses und der gleichnamigen Siedlung in Blue Creek Settlement.

## Geographie
Der Ort liegt am Fuße eines südlichen Ausläufers der Maya Mountains am gleichnamigen Flussabschnitt des Rio Blanco und in einem Gebiet mit verschiedenen Schutzgebieten: Blue Creek Indian Reservation, Rio Blanco National Park, San Antonio Indian Reservation, Agua Caliente Luha Wild Life Sanctuary, sowie dem Blue Creek Preserve, einem privaten Naturreservat der Reiseveranstalter IZE Belize. Der Rio Blanco/Blue Creek (Rio Azul) durchschneidet an der Stelle von Nordwesten, von Rio Blanco herkommend den Höhenzug. In seiner Umgebung gibt es zahlreiche Karsterscheinungen, unter anderem die Hokeb Ha Cave („Blue Creek Cave“ oder „Rio Blanco Cave“), eine Höhle mit Höhlenbach.
Im Süden und Osten sind die nächstgelegenen Orte Aguacate, Jordan und Nafreda.

## Geschichte
Anfang des 20. Jahrhunderts siedelten sich fünf Familien der Kekchí aus Guatemala hier an. 1942 wurde das Dorf durch einen Hurrikan komplett zerstört, so dass erst acht Jahre später wieder Menschen an diesen Ort zurückkehrten. Es siedelten sich auch einige Mopan-Maya an und der katholische Einfluss nahm zu, so dass in den 1960er Jahren eine katholische Kirche errichtet wurde. In den 1970er Jahren kam eine Schule hinzu und das IZE (International Zoological Expeditions) siedelte sich mit der Blue Creek Lodge und dem zugehörigen Naturreservatsgebiet an. Der Reiseveranstalter hat sich zum Ziel gesetzt, hier den Regenwald zu erhalten, ein Bildungsprogramm anzubieten und durch Ökotourismus eine neue Lebensgrundlage für das Dorf zu schaffen. Heute leben hier 40 Familien der Kekchi und Mopan. Der Ort ist noch nicht an das Telefon- und Stromnetz angeschlossen.

## Klima
Nach dem Köppen-Geiger-System zeichnet sich Blue Creek durch ein tropisches Klima mit der Kurzbezeichnung Af aus.